# حباب (فیلم ۲۰۰۱)
«حباب» (یونانی: Η Φούσκα / I Phouska) فیلمی در ژانر مهیج است که در سال ۲۰۰۱ منتشر شد.